# MHC Heerhugowaard
Mixed Hockey-Club Heerhugowaard is een hockeyclub uit Heerhugowaard. De club heeft sinds de zomer van 2010 twee kunstgrasvelden. Vanaf augustus 2021 wordt het nieuwe waterveld gebruikt. 
De club ligt op sportcomplex De Vork naast de spoorlijn van Heerhugowaard naar Den Helder.